# Каликантус
Каликантус (Calycanthus floridus L.) је име рода добио спајањем две грчке речи κάλυκας = чашица и άνθος = цвет јер је чашица обојена и заједно са круницом гради перигон. Епитет врсте значи цветајући, а не са Флориде (иако је тамо аутохтон). У Америци има више народних назива (Eastern sweetshrub, Carolina allspice, strawberry shrub, pineapple shrub) и сви називи асоцирају на ароматичност цвета, листа, коре, гранчица и корена. Сви делови, а нарочито дрво, листови и корен миришу на камфор, док кора има мирис сличан цимету. Цвет некима мирише на јагоде, а друге подсећа на мирис ананаса.

## Опис врсте
Каликантус је једнодоми листопадни, широко разгранати спорорастући жбун висине до 3 m. Пупољци су округласти, скоро црни на маслинастомрким гранчицама које су прекривене светлим лентицелама; делимично су сакривени основом лисне дршке. Младе гранчице су изразито длакаве. Дрво миришљаво и кад је суво.
Листови прости, наспрамни, целог обода, широко јајасти до уско елиптични; Дуги 6-12 cm и 4-6 cm широки; зашиљени на врху, ређе тупи, док је основа клинаста или округласта, дршка до 1 cm. Млади листови су са обе стране густо длакави, касније са лица голи. У јесен постају златно жути.
Цветови: појединачни, миришљави, мркоцрвени, пречника до 5 cm на дршци дугој 3-5 cm. Цветни омотач јадинствен – перигон. Латице издужено елиптичне или објајасто ланцетасте, 2-4 cm × 3-8 mm. Прашника до 30 (спољашњи су преображени у стаминодије). Гинецеум од више, слободних карпела, подцветан. Цвета у од маја до јула.
Плод је псеудокарп - цилиндрочно елипсоидни хипантијум 4 cm дуга и 2,5 cm широка, смеђе боје, који на врху има отвор кроз који прави плод - ахенија испада када је зрео. Ахенија до 20 у хипантијуму дугих 9-11 mm и 4-5 mm широких, косо објајастих, длакавих по шаву. Сазревање у октобру. Семе без ендосперма са спирално увијеним котиледонима.

## Ареал
Југоисточни делови Северне Америке од Вирџиније и Северне Каролине до Флориде, Алабаме и Мисисипија.

## Биоеколошке карактеристике
Каликантус се најбоље развија на порозним, хумусним земљиштима, Одговарају му слабо кисела и неутрална земљишта (рН 6,1-7,5). Иако преферира влажно земљиште, може да поднесе и краткотрајне периоде суше, а отпоран је и на заслањено земљиште. Добро подноси мраз и услове градског климата. Одговарају му сунчане позиције или полусенка. Отпорна је на болести и штеточине.

## Значај
Углавном се користи за озелењавање окућница као и јавних урбаних простора. Проблем представља обиље изданака чије ширење мора да се контролише да не би дошло до промене форме жбуна. Орезивање се врши рано у пролеће. Ова тенденција ка ширењу није проблем у просторима пејзажног, природног стила: врста је погодна и као позадина у формирању бордура, као фон у композицији парка или као доминантна врста у зони улаза.
Има примену у медицини јер садржи каликантин, алкалоид сличан стрихнину, који има снажно деловање на срце (кардијак). Чај направљен од корена и коре дрвета изазива повраћање (еметик) и мокрење (диуретик). Хладан чај може да се користи као дезинфекционо средство за испирање очију код појаве слабости вида. Стругана и исцеђена кора дрвета помаже у лечењу јаких прехлада.
На Флориди, где је ова врста од природе распрострањена, постоји опасност од њеног нестанка и изумирања. Наиме, каликантус се уклања са површина где се напаса стока јер садржи каликантин који је отрован ако доспе у систем за варење.

## Унутарврсни таксони

### Природни таксони
У оквиру врсте издвајају се два варијетета:
- var. floridus (syn. Calycanthus brockianus Ferry et Ferry; syn. C. mohrii (Small) Pollard; syn. C. sterilis Walter) који има маљаве лисну дршку, гранчице, и доњу страну листа.
- var. glaucus (Willdenow) Torrey et A. Gray (syn. Calycanthus glaucus Willdenow; syn. C. floridus var. laevigatus (Willd.) Torr. et A. Gray; syn. C. fertilis Walter; syn. C. floridus var. oblongifolius (Nuts.) D.E. Boufford et Spongberg; syn. C. nanus Loisel) са голим или ретко длакавим биљним деловима и беличастим наличјем листа[4].

### Култивари
Познатији култивари су :
- ’Аthens’ – необична форма са цветовима који су зеленкастожути и веома миришљави; јављају се почетком пролећа и задржавају до средине лета. Хабитус је овалан, густ са сјајним листовима. Широко је прохваћен у хортикултури.
- ’Еdith Wilder’ – цветови су рђастобраон и веома миришљави. Листови мало заобљенији од типичног облика. Виша је од основне форме.
- ’Michael Lindsey’- цветови су црвенкастобраон. Има дуг период цветања. Хабитус је густ и компактан. Листови су изузетно сјајни, тамнозелени у јесен златножути остају до касне јесени. Сматра се најлепшим црвеноцветајућим култиваром.

Поред унутарврсних култивара у расадницима се срећу и међуврсни (хибридни) култивари.
- Calycanthus ’Hartlage Wine’ syn. Calycalycanthus x raulstonii ’Hartlage Wine’ (Calycanthus chinensis x Calycanthus floridus) је жбун са крупним, воштаним, тамнозеленим листовима. Цветови су крупнији него код основне форме, широко отворени, пурпурноцрвене боје. Богато цвета од јуна до августа.
- Calycanthus ’Venus’ (Calycanthus chinensis x Calycanthus floridus ’Athens’) има крупне беличасте цветове са црвеним средиштем.

## Размножавање
Семе се сеје одмах по сакупљању или следећег пролећа, када треба да се стратификује, у леје под стаклом. Поник и младе биљке су веома осетљиве.
Каликантус се размножава зеленим резницама током јула уз претходно третирање индолбутерном киселином (1-2% раствор у води) и побадање у супстрат од 3 дела тресета и једног дела песка. Поред тога може да се размножи и коренским резницама.